# Ömer Toprak
Ömer Toprak (* 21. Juli 1989 in Ravensburg) ist ein ehemaliger türkischer Fußballspieler. Von 2011 bis 2017 war er für die türkische Nationalmannschaft aktiv und war zuvor für die deutsche U19 angetreten. Zuletzt war er bis 2024 beim türkischen Süper-Ligisten Antalyaspor unter Vertrag.

## Familie
Ömer Toprak, dessen Eltern aus der türkischen Provinz Sivas stammen, wurde in Ravensburg in Oberschwaben geboren und wuchs dort auf. Er hat zwei ältere Brüder und eine ältere Schwester. Sein Bruder Harun ist auch beruflich als Fußballspieler tätig.

## Vereinskarriere

### Anfänge in Ravensburg und Freiburg
Toprak begann 1994 beim TSB Ravensburg mit dem Fußballspielen und wechselte 2001 zum FV Ravensburg. Im Jahr 2005 wechselte Toprak von Ravensburg ins Jugendinternat des SC Freiburg. 2007 erhielt er einen Profivertrag. Von 2006 bis 2008 besuchte er die Max Weber-Schule in Freiburg. In der Saison 2007/08 wurde Toprak mit der zweiten Mannschaft des SC Freiburg Oberligameister und mit den A-Junioren deutscher Meister. Sein Pflichtspieldebüt für die Profimannschaft gab er mit 19 Jahren am 2. Spieltag der Saison 2008/09 gegen den VfL Osnabrück. Seither konnte er sich als Stammspieler etablieren und war am Aufstieg der Mannschaft in die Fußball-Bundesliga beteiligt.
Am 9. Juni 2009 wurde Toprak bei einem Unfall auf einer Kartbahn nahe Freiburg im Breisgau schwer verletzt, als beim Zusammenstoß mit einem anderen Fahrzeug ein Tank explodierte. Er erlitt so schwere Verbrennungen, dass er sieben Monate pausieren und sich sieben Operationen unterziehen musste. Dabei drohte sein Karriereende. Am 6. Januar 2010 gab Toprak in einem Freundschaftsspiel gegen den spanischen Zweitligisten FC Elche sein Comeback, zehn Tage später absolvierte er im Auswärtsspiel der Freiburger beim Hamburger SV sein Bundesligadebüt. Bei der 0:2-Niederlage wurde er in der 65. Minute eingewechselt.

### Karriereaufstieg zum Europapokalspieler

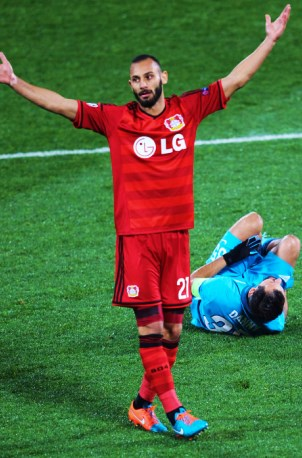
Toprak während eines Europapokalspiels im November 2014

Toprak wechselte zur Saison 2011/12 zu Bayer Leverkusen und erhielt dort einen Fünfjahresvertrag. Woraufhin er in den kommenden Saisons auch zu seinen Spieldebüts in den Europapokal-Wettbewerben der UEFA Champions League und UEFA Europa League kam. Im Januar 2014 erhielt er eine vorzeitige Vertragsverlängerung, um zwei weitere Spielzeiten bis Ende Juni 2018. Von 2015 bis 2017 vertrat Toprak den Leverkusener Mannschaftskapitän Lars Bender, wenn dieser nicht auf dem Feld stand. Für Bayer 04 kam Toprak in sechs Jahren auf 203 Pflichtspiele, in denen er sieben Tore erzielen und fünf weitere vorbereiten konnte. In dieser Zeit trug er auch als Stammspieler zu vier Achtelfinaleinzüge der Champions League seiner Mannschaft bei.
Am 5. Februar 2017 gaben Bayer 04 Leverkusen und Borussia Dortmund den Wechsel Topraks zum BVB zur Saison 2017/18 bekannt. Dort gab er am 26. August 2017, dem 2. Spieltag der Saison 2017/18, beim 2:0-Sieg gegen Hertha BSC sein Pflichtspieldebüt, als er in der 40. Spielminute für Sokratis eingewechselt wurde. In der Folge konnte sich der Defensivspieler aber keinen Stammplatz erarbeiten. Im August 2019 gewann Toprak seinen ersten Titel mit dem Verein, als der Doublesieger der Vorsaison, der FC Bayern München, mit 2:0 im DFL-Supercup besiegt wurde. Nach dem siegreichen Pokalspiel vom 9. August 2019 in Uerdingen, bei dem er auf der Bank saß, wurde Toprak einen Tag später freigestellt, um sich bei seinem neuen Verein Werder Bremen einzufinden.

### Werder Bremen und Antalyaspor
Bremen hatte ihn für die Saison 2019/20 ausgeliehen. Verletzungsbedingt verpasste der Innenverteidiger den Großteil der Hinrunde und konnte erst wieder zum Rückrundenstart für Werder aktiv werden. Nach acht weiteren Pflichtspielen zog er sich im Pokalviertelfinalspiel gegen Eintracht Frankfurt nach einem Foul seines Gegenspielers Filip Kostić eine Bänderverletzung zu und fiel erneut aus und konnte erst am letzten Spieltag wieder im Spieltagskader stehen. Nach der erfolgreichen Relegation gegen den 1. FC Heidenheim konnte Werder die Klasse halten, womit die im Leihvertrag enthaltene Kaufoption griff. Kurz vor Saisonstart 2021/22 wurde Toprak von seinen Mannschaftskollegen zum neuen Kapitän der Werderaner gewählt. Als Mannschaftskapitän führte er die Mannschaft an den letzten Spieltagen zum direkten Aufstieg und zum sofortigen Wiederaufstieg, wobei Toprak während der Saison temporär wegen Wadenproblemen insgesamt über zwei Monate ausfiel.
Nach Vertragsende wechselte Toprak Ende Juni 2022 zur Saison 2022/23 zum türkischen Süper-Ligisten Antalyaspor und erhielt dort einen Zweijahresvertrag, trotz einer angebotenen leistungsbezogenen Vertragsverlängerung seitens der Bremer.
Seit Juli 2024 war der inzwischen 35-jährige Toprak vereinslos, am 14. November 2024 gab er seinen Rücktritt als Fußballspieler bekannt. Im Dezember 2024 schloss er sich dem B-Ligisten SK Weingarten an, bei dem er mit seinem älteren Bruder Harun und Cousin Rahman Soyudoğru auflaufen wird.

## Nationalmannschaftskarriere
Toprak war deutscher U19-Nationalspieler und nahm 2008 mit der Nationalmannschaft an der U19-Europameisterschaft in Tschechien teil. Hier erzielte er bei seinem Debüt in der Gruppenphase den Treffer zum 2:0 im Spiel gegen Titelverteidiger Spanien. Mit der deutschen Auswahl wurde er durch einen 3:1-Sieg im Finale gegen Italien Europameister.

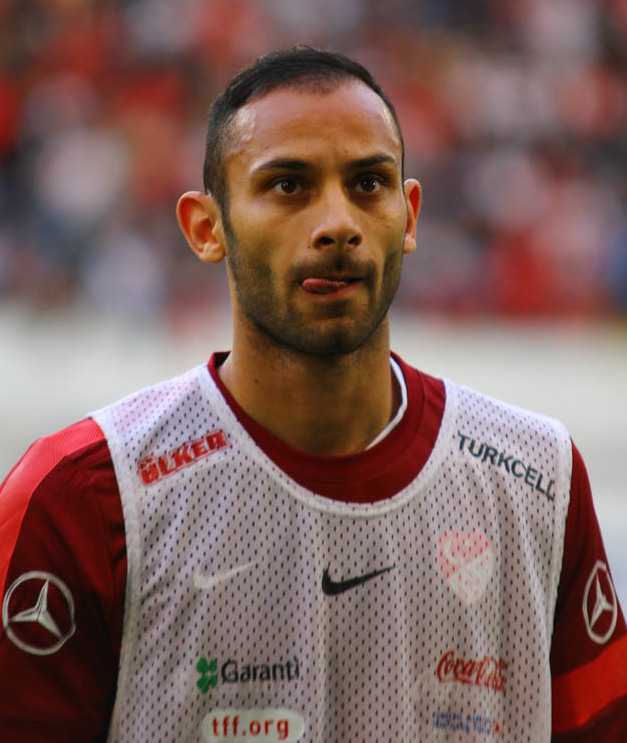
Toprak während der Vorbereitung auf ein Länderspiel mit der Türkei, 2013

Am 27. September 2011 beantragte Toprak die türkische Staatsbürgerschaft, um bei der FIFA den Antrag auf einen Verbandswechsel zur Türkiye Futbol Federasyonu stellen zu können. Drei Tage später wurde er für zwei EM-Qualifikationsspiele gegen Deutschland und Aserbaidschan erstmals in die türkische A-Nationalmannschaft berufen. Am 15. November 2011 gab Toprak im Rückspiel der Playoff-Qualifikationsspiele zur Europameisterschaft 2012 gegen Kroatien im Stadion Maksimir in Zagreb sein A-Länderspieldebüt für die Türkei.

### „Pistolen-Affäre“ und danach
Im Oktober 2013 nach dem WM-Qualifikationsspiel der türkischen Nationalmannschaft gegen die niederländische Auswahl besuchten Gökhan Töre und sein Begleiter das Hotelzimmer von Toprak, wo sich zu jenem Zeitpunkt auch Hakan Çalhanoğlu befand. Es entspann sich eine Auseinandersetzung, in deren Verlauf Töre mit seinem Begleiter Toprak und die anderen Hotelzimmer-Gäste mit einer Pistole bedrohten. Auslöser der Auseinandersetzung war ein ebenfalls anwesender Freund Topraks und die Ex-Freundin von Töre. Die türkische Fachpresse schrieb, dass Çalhanoğlu und Toprak nach diesem Vorfall dem Trainerstab der Nationalmannschaft unter der Ägide des Cheftrainers Fatih Terim ein Ultimatum gestellt hätten, im Fall einer Nominierung Töres der Nationalmannschaft fernzubleiben. Noch lange Zeit nach diesem Ereignis befanden sich Töre und die beiden Betroffenen nie gleichzeitig im Mannschaftskader.
Nachdem Nationaltrainer Fatih Terim im Rahmen zweier EM-Qualifikationsspiele neben Çalhanoğlu und Toprak wieder Töre eingeladen hatte, meldeten sich die beiden Ersteren verletzungsbedingt ab. Dieser Umstand sorgte dafür, dass dieses Thema in der Fachpresse wieder aufgegriffen wurde. Nachdem es für diesen Vorfall lange Zeit keine offizielle Bestätigung gab, bestätigte Çalhanoğlus Vater in einem Zeitungsinterview die bewaffnete Bedrohung seines Sohnes und Topraks durch Töre und gab an, dass die beiden Spieler wegen dieser Aktion verstimmt seien. Er widersprach aber den Gerüchten um ein gestelltes Ultimatum und betonte, dass die Spieler sich tatsächlich verletzungsbedingt abgemeldet und diesen Umstand nicht als Vorwand benutzt hätten. Hakan Çalhanoğlu berichtete am 18. Oktober 2014 im „Aktuellen Sportstudio“ über die Auseinandersetzung.
Im März 2015 wurden Toprak und Çalhanoğlu – ebenso wie Töre – von Terim nominiert. Toprak sagte seine Teilnahme am EM-Qualifikationsspiel gegen die Niederlande und am Testspiel gegen Luxemburg allerdings ab und erklärte seine Nationalmannschaftskarriere für beendet. Toprak lief bis zu diesem Zeitpunkt in 23 Länderspielen für die Türkei auf und erzielte zwei Tore. Ende September 2016 wurde Toprak wieder in die türkische Nationalmannschaft berufen und gab in den Qualifikationsspielen zur Weltmeisterschaft 2018 im Oktober 2017 sein A-Länderspiel-Comeback.

## Erfolge
- SC Freiburg
  - A-Junioren
    - Meister der A-Junioren-Bundesliga: 2008

  - Zweite Mannschaft
    - Aufstieg in die Regionalliga Süd als Meister der Oberliga Baden-Württemberg: 2008

  - 1. Profimannschaft
    - Aufstieg in die Bundesliga als Meister der 2. Bundesliga: 2009

- Borussia Dortmund
  - Deutscher Vizemeister: 2019
  - DFL-Supercup-Sieger: 2019

- Werder Bremen
  - Aufstieg in die Bundesliga als Vizemeister der 2. Bundesliga: 2022[34]